# Een Midzomernachtsdroom (film)
Een Midzomernachtsdroom is een door Tissa David geregisseerde Nederlandse televisiefilm uit 1986 die filmopnames combineert met animaties. De basis van deze 40 minuten durende productie is de gelijknamige compositie van Felix Mendelssohn, opgevoerd door het Rotterdams Philharmonisch Orkest onder leiding van David Zinman.

## Productie
Het concept is in 1980 bedacht door Jet Willers, producent culturele producties bij de NOS. De opdracht "iets anders met muziek" te doen werd uitgevoerd door vier Hongaarse emigranten: het echtpaar Kálmán Kozelka en Ida Kozelka-Mocsàry, dat werkzaam was in Capelle aan den IJssel, Tissa David uit New York en Richard Fehls uit Wenen. Er zijn 40.000 tekeningen gemaakt voor de film, waarvan 25.000 ook zijn verwerkt. In totaal is er twee en een half jaar gewerkt aan de film. Om dit te financieren ging de NOS een samenwerkingsverband aan met ZDF en Channel 4.

## Verhaal
De compositie die als basis werd gekozen is toneelmuziek die door Mendelssohn voor het Shakespeare-stuk A Midsummer's Night Dream werd geschreven. Er wordt afgeweken van Shakespeares verhaallijn: zo is het de elf Titania die onder de klanken van de beroemde Bruiloftsmars aan het einde trouwt. Het thema van geluk is wel nog terug te vinden. Er vind geen dialoog plaats in de film.

## Ontvangst
Recensies prezen vooral de technische kwaliteit van de film: de GPD noemde de manier waarop de getekende beelden verweven werden met 'echte' opnames in de concertzaal 'ongekend' en noemde de werkwijze van de makers blijk geven van een 'onwaarschijnlijke, oogstrelende precisie'. Eelco Meuleman noemde het een 'sprankelende, razend knap gemaakte animatie-film' in zijn recensie voor NRC Handelsblad.